# Puchar Europy w Lekkoatletyce 1965 – eliminacje mężczyzn (Enschede)
Eliminacje pucharu Europy w lekkoatletyce w 1965 mężczyzn odbyły się 26 i 27 czerwca w Enschede. Były to jedne z dwóch zawodów eliminacyjnych, drugie odbyły się w Wiedniu.
Wystąpiły cztery zespoły, z których zwycięzca awansował do półfinału w Zagrzebiu.

## Klasyfikacja generalna
| Poz. | Reprezentacja | Punkty |
| ---- | ------------- | ------ |
| 1    | Holandia      | 60     |
| 2    | Hiszpania     | 59     |
| 3    | Dania         | 49     |
| 4    | Portugalia    | 23     |

## Wyniki indywidualne
Kolorem oznaczono zawodników reprezentujących zwycięską drużynę.

### Bieg na 100 metrów
| Lp. | Państwo    | Zawodnik                  | Wynik |
| --- | ---------- | ------------------------- | ----- |
| 1.  | Holandia   | Rob Heemskerk             | 10,6  |
| 2.  | Hiszpania  | José Luis Sánchez Paraíso | 10,7  |
| 3.  | Dania      | Tommi Larsen              | 10,7  |
| 4.  | Portugalia | José de Rocha             | 10,8  |

### Bieg na 200 metrów
| Lp. | Państwo    | Zawodnik                  | Wynik |
| --- | ---------- | ------------------------- | ----- |
| 1.  | Holandia   | Rob Heemskerk             | 21,2  |
| 2.  | Dania      | Jørn Palsten              | 21,5  |
| 3.  | Portugalia | José de Rocha             | 21,7  |
| 4.  | Hiszpania  | José Luis Sánchez Paraíso | 22,0  |

### Bieg na 400 metrów
| Lp. | Państwo    | Zawodnik          | Wynik |
| --- | ---------- | ----------------- | ----- |
| 1.  | Holandia   | Fred van Herpen   | 47,0  |
| 2.  | Hiszpania  | Enrique Bondia    | 48,3  |
| 3.  | Portugalia | Valentim Baptista | 48,7  |
| 4.  | Dania      | Jens Erik Nielsen | 48,1  |

### Bieg na 800 metrów
| Lp. | Państwo    | Zawodnik          | Wynik  |
| --- | ---------- | ----------------- | ------ |
| 1.  | Hiszpania  | Alberto Estebán   | 1:49,0 |
| 2.  | Holandia   | Henny Smit        | 1:50,4 |
| 3.  | Dania      | Egon Nielsen      | 1:51,0 |
| 4.  | Portugalia | Valentim Baptista | 1:51,1 |

### Bieg na 1500 metrów
| Lp. | Państwo    | Zawodnik           | Wynik  |
| --- | ---------- | ------------------ | ------ |
| 1.  | Dania      | Gerd Larsen        | 3:54,8 |
| 2.  | Hiszpania  | Fernando Aguilar   | 3:56,8 |
| 3.  | Holandia   | Henk Snepvangers   | 3:57,6 |
| 4.  | Portugalia | Manuel de Oliveira | 3:57,8 |

### Bieg na 5000 metrów
| Lp. | Państwo    | Zawodnik            | Wynik   |
| --- | ---------- | ------------------- | ------- |
| 1.  | Holandia   | No op den Oordt     | 14:17,8 |
| 2.  | Portugalia | Manuel de Oliveira  | 14:18,0 |
| 3.  | Hiszpania  | Francisco Aritmendi | 14:25,2 |
| 4.  | Dania      | Claus Børsen        | 14:28,0 |

### Bieg na 10 000 metrów
| Lp. | Państwo    | Zawodnik           | Wynik   |
| --- | ---------- | ------------------ | ------- |
| 1.  | Hiszpania  | Mariano Haro       | 30:16,4 |
| 2.  | Portugalia | Armando Aldegalega | 30:31,2 |
| 3.  | Dania      | Søren Romby Larsen | 30:29,2 |
| 4.  | Holandia   | Egbert Nijstad     | 32:16,2 |

### Bieg na 110 metrów przez płotki
| Lp. | Państwo    | Zawodnik      | Wynik |
| --- | ---------- | ------------- | ----- |
| 1.  | Dania      | Ole Kajberg   | 15,0  |
| 2.  | Holandia   | Eef Kamerbeek | 15,0  |
| 3.  | Hiszpania  | Manuel Ufer   | 15,1  |
| 4.  | Portugalia | Cumura Imboá  | 15,2  |

### Bieg na 400 metrów przez płotki
| Lp. | Państwo    | Zawodnik          | Wynik |
| --- | ---------- | ----------------- | ----- |
| 1.  | Holandia   | Tiemen Veneboer   | 53,6  |
| 2.  | Dania      | Jens Erik Nielsen | 53,6  |
| 3.  | Portugalia | Mena Antunes      | 54,9  |
| 4.  | Hiszpania  | Manuel Gayoso     | 55,5  |

### Bieg na 3000 metrów z przeszkodami
| Lp. | Państwo    | Zawodnik       | Wynik  |
| --- | ---------- | -------------- | ------ |
| 1.  | Hiszpania  | Javier Álvarez | 8:46,0 |
| 2.  | Holandia   | Wil Willems    | 9:08,8 |
| 3.  | Portugalia | Carlos Tavares | 9:17,6 |
| 4.  | Dania      | Finn Toftegård | 9:25,0 |

### Sztafeta 4 × 100 metrów
| Lp. | Państwo    | Zawodnicy                                                               | Wynik |
| --- | ---------- | ----------------------------------------------------------------------- | ----- |
| 1.  | Holandia   | Piet Tamminga Leo de Winter Ron Popma Rob Heemskerk                     | 40,1  |
| 2.  | Dania      | Tommi Larsen Søren Viggo Pedersen Ulrich Friborg Jørn Palsten           | 40,9  |
| 3.  | Hiszpania  | Melanio Asensio Lorenzo Riezu José Luis Sánchez Paraíso Ramón Magariños | 41,3  |
| 4.  | Portugalia | Carvalho Santos Júlio Fernandes Neves da Silva José de Rocha            | 41,8  |

### Sztafeta 4 × 400 metrów
| Lp. | Państwo    | Zawodnicy                                                                | Wynik  |
| --- | ---------- | ------------------------------------------------------------------------ | ------ |
| 1.  | Holandia   |                                                                          | 3:13,8 |
| 2.  | Dania      |                                                                          | 3:15,4 |
| 3.  | Hiszpania  | Virgilio González José Ignacio Pérez Viulla Rogelio Rivas Enrique Bondia | 3:16,8 |
| 4.  | Portugalia | Mena Antunes Rogério Gonçalves Neves da Silva José Pina                  | 3:20,6 |

### Skok wzwyż
| Lp. | Państwo    | Zawodnik           | Wynik |
| --- | ---------- | ------------------ | ----- |
| 1.  | Hiszpania  | Luis María Garriga | 2,01  |
| 2.  | Portugalia | Júlio Fernandes    | 1,93  |
| 3.  | Holandia   | Jan Borsje         | 1,90  |
| 4.  | Dania      | Benny Andreasson   | 1,90  |

### Skok o tyczce
| Lp. | Państwo    | Zawodnik       | Wynik |
| --- | ---------- | -------------- | ----- |
| 1.  | Hiszpania  | Ignacio Sola   | 4,40  |
| 2.  | Holandia   | Fred Krikke    | 4,10  |
| 3.  | Dania      | Jørgen Jensen  | 3,80  |
| 4.  | Portugalia | José Henriques | 3,60  |

### Skok w dal
| Lp. | Państwo    | Zawodnik          | Wynik  |
| --- | ---------- | ----------------- | ------ |
| 1.  | Hiszpania  | Luis Felipe Areta | 7,45   |
| 2.  | Dania      | Jens Pedersen     | 7,20 w |
| 3.  | Holandia   | Joop Kant         | 7,06 w |
| 4.  | Portugalia | Faria Rodrigues   | 6,87 w |

### Trójskok
| Lp. | Państwo    | Zawodnik           | Wynik |
| --- | ---------- | ------------------ | ----- |
| 1.  | Hiszpania  | Luis Felipe Areta  | 15,50 |
| 2.  | Portugalia | Júlio Fernandes    | 14,82 |
| 3.  | Dania      | Hans Jørgen Bøtker | 14,71 |
| 4.  | Holandia   | Joop Kant          | 14,39 |

### Pchniecie kulą
| Lp. | Państwo    | Zawodnik                   | Wynik |
| --- | ---------- | -------------------------- | ----- |
| 1.  | Holandia   | Cees van Wees              | 16,26 |
| 2.  | Hiszpania  | Alberto Díaz de la Gándara | 16,06 |
| 3.  | Dania      | Benny Petersen             |       |
| 4.  | Portugalia | José Galvão                | 14,76 |

### Rzut dyskiem
| Lp. | Państwo    | Zawodnik       | Wynik |
| --- | ---------- | -------------- | ----- |
| 1.  | Holandia   | Cees Koch      | 50,02 |
| 2.  | Dania      | Carl Sørensen  | 48,56 |
| 3.  | Hiszpania  | Luis Rodríguez | 47,56 |
| 4.  | Portugalia | Manuel Goulão  | 45,64 |

### Rzut młotem
| Lp. | Państwo    | Zawodnik            | Wynik |
| --- | ---------- | ------------------- | ----- |
| 1.  | Hiszpania  | José Otero          | 58,26 |
| 2.  | Dania      | Edgar Wendelboe     | 54,04 |
| 3.  | Portugalia | Eduardo Albuquerque | 54,08 |
| 4.  | Holandia   | Herman Buuts        | 45,06 |

### Rzut oszczepem
| Lp. | Państwo    | Zawodnik           | Wynik |
| --- | ---------- | ------------------ | ----- |
| 1.  | Dania      | Claus Gad          | 73,40 |
| 2.  | Holandia   | Piet Olofsen       | 68,60 |
| 3.  | Hiszpania  | Alfonso de Andrés  | 68,12 |
| 4.  | Portugalia | Santinho das Neves | 61,68 |